# Акумулационо језеро
Акумулационо језеро је језеро које настаје радом спољашњих сила, тј. формира се у удубљењима насталим радом ледника, река, мора и материја органског порекла. Дели се на више типова:
- ледничка (моренска),
- речна (проточна),
- приморска (лагуне и лимани),
- зоогена.